# キャロライン郡 (バージニア州)
キャロライン郡（英: Caroline County）は、アメリカ合衆国バージニア州の東部に位置する郡である。2010年国勢調査での人口は28,545人であり、2000年の22,121人から29.0%増加した。郡庁所在地はボーリンググリーン町（人口1,111人）であり、同郡で人口最大の町は国勢調査指定地域のレイクランドール（人口4,223人）である。
1973年のケンタッキーダービー、プリークネスステークス、ベルモントステークスを制して三冠馬となったセクレタリアトが生まれたのが郡内のメドウ厩舎である。

## 歴史

### 設立と植民地時代
キャロライン郡は1728年に、イギリス領バージニア植民地のエセックス郡、キングアンドクイーン郡、キングウィリアム郡からそれぞれ一部を併せて設立された。郡名はイギリス王ジョージ2世の妻アンスバッハのキャロラインに因んで名づけられた。
植民地時代は北アメリカのサラブレッド競馬の誕生地だった。イングランドからアラブ種が輸入され、アメリカの種畜の基礎になった。
バージニアの独立決議（1775年）においてはエドモンド・ペンドルトンが大きな役割を果たした。郡出身のジョン・ペンがアメリカ独立宣言に署名した。ただし、ノースカロライナ植民地の代議員としてだった。

### 19世紀
探検家のウィリアム・クラークとその奴隷ヨークが、1803年から1805年に実行されたルイス・クラーク探検隊のメンバーとなり、ウィリアムの兄ジョージ・ロジャース・クラークは北西部領土の征服者かつアメリカ独立戦争の英雄となった。二人共現在のレディスミス近くで生まれた。
1847年、サウサンプトン郡出身のウィリアム・"リトルビリー"・マホーン（1826年-1895年）は、バージニア士官学校の1期生となり、キャロライン郡のラッパハノック・アカデミーで教鞭をとった。マホーンは鉄道の建設と開発者、南軍の将軍、短命だったがバージニアの再編党指導者、アメリカ合衆国上院議員として著名になった。
1863年5月10日、南軍のストーンウォール・ジャクソン中将が、郡内未編入のウッドフォードの町にあったギニーステーションのチャンドラー・プランテーションで、肺炎の合併症で死んだ。チャンドラーの住居は現在、「ジャクソン・シュライン」と呼ばれている。
北軍ユリシーズ・グラント将軍が指揮したオーバーランド方面作戦のとき、ジョージ・ピケット将軍が指揮した南軍が見るフォード近くで北軍部隊と戦った。南北戦争が終わろうとしていた1865年4月、アメリカ合衆国大統領エイブラハム・リンカーンが首都ワシントンD.C.で暗殺された。首謀者が逃亡したので、追跡が始められた。暗殺から10日後、4月26日未明、ポートロイヤルの西約3マイル (5 km) にあるガーレットの農園で、暗殺者のジョン・ウィルクス・ブースと共謀者のデイビッド・E・ヘロルドの隠れ場所が突き止められた。連邦軍が彼らを捕まえているときに、ブースは致命傷を負った。ヘロルドはワシントンに戻され、1865年7月7日に、共謀者3人と共に絞首刑に処された。

### 20世紀
1958年、リチャード・ラヴィングとミルドレッドが結婚したときに、州法の異人種間（白人と非白人）結婚規制法に異議申し立てをおこなった。二人はワシントンD.C.で結婚したが、キャロライン郡に戻ったところで、州法、1924年の人種統合法の下に逮捕され告発された。この事件はアメリカ合衆国最高裁判所まで持ち込まれ、最高裁はラヴィング対バージニア州裁判において、1967年に当該バージニア州法は違憲であると裁定した。
郡の南端にあるメドウ厩舎は、当初1810年に設立された農園である。ここがサラブレッド競走馬の種付け、飼育、調教の施設として著名になった。1972年メドウ厩舎で育てられたリヴァリッジがケンタッキーダービーとベルモントステークスを制して二冠馬となった。翌年セクレタリアトが三冠馬となった。

### 21世紀
2003年、バージニア州祭を毎年開催する場所として新しくメドウ農園が選ばれた。この祭りは伝統的に州都リッチモンド市とヘンライコ郡で開催されていたが、都市圏開発が進み、行事の規模も大きくなって、狭苦しいものになってきていた。最近ではヘンライコ郡中央のストロベリーヒルで開催されたが、そこがリッチモンド・インターナショナル・レースウェイになった。2009年9月から州祭はキャロライン郡のメドウ催事公園で開かれるようになった。元リッチモンド・ケルティック・ゲームズ・アンド・フェスティバルも、このメドウの会場で毎年開催されるようになった。
2009年、全国市民連合がオールアメリカ都市賞10か所の1つにキャロライン郡を挙げた。

## 地理
アメリカ合衆国国勢調査局に拠れば、郡域全面積は539平方マイル (1,396.0 km2)であり、このうち陸地533平方マイル (1,380.5 km2)、水域は6平方マイル (15.5 km2)で水域率は1.18%である。州都リッチモンド市からは北に30マイル (48 km)、フレデリックスバーグ市からは南に32マイル (51 km) に位置している。
キャロライン郡は北にスタフォード郡とキングジョージ郡、南にハノーバー郡、東にキングウィリアム郡、キングアンドクイーン郡、エセックス郡、西にスポットシルベニア郡と接している。
郡内には前史時代の鯨や鮫の骨が豊富に出土する石切り場がある。郡領域の全体が古代には大洋だった。古生物学者からは中新世中期カルバート層と呼ばれている。鯨の骨は1990年に発見され、新種の鯨であることが分かった。

### 主要高規格道路
- 州間高速道路95号線
- アメリカ国道1号線
- アメリカ国道17号線
- アメリカ国道301号線
- バージニア州道2号線
- バージニア州道30号線
- バージニア州道207号線

### 隣接する郡
- キングジョージ郡 - 北
- エセックス郡 - 北東
- キングアンドクイーン郡 - 東
- キングウィリアム郡 - 南東
- ハノーバー郡 - 南
- スポットシルベニア郡 - 西
- スタフォード郡 - 北西

### 国立保護地域
- ラッパハノック川バレー国立野生生物保護区（ポートロイヤルの部分）

## 人口動態
以下は2000年国勢調査による人口統計データである。
| 基礎データ - 人口: 22,121人 - 世帯数: 8,021 世帯 - 家族数: 6,007 家族 - 人口密度: 16人/km2（42人/mi2） - 住居数: 8,889軒 - 住居密度: 6軒/km2（17軒/mi2） 人種別人口構成 - 白人: 62.57% - アフリカン・アメリカン: 34.37% - ネイティブ・アメリカン: 0.78% - アジア人: 0.36% - 太平洋諸島系: 0.03% - その他の人種: 0.52% - 混血: 1.37% - ヒスパニック・ラテン系: 1.33% 年齢別人口構成 - 18歳未満: 24.8% - 18-24歳: 7.4% - 25-44歳: 29.9% - 45-64歳: 25.0% - 65歳以上: 12.9% - 年齢の中央値: 38歳 - 性比（女性100人あたり男性の人口） - 総人口: 99.1 - 18歳以上: 97.5 | 世帯と家族（対世帯数） - 18歳未満の子供がいる: 31.7% - 結婚・同居している夫婦: 56.3% - 未婚・離婚・死別女性が世帯主: 13.2% - 非家族世帯: 25.1% - 単身世帯: 20.5% - 65歳以上の老人1人暮らし: 8.2% - 平均構成人数 - 世帯: 2.69人 - 家族: 3.08人 収入と家計 - 収入の中央値 - 世帯: 39,845米ドル - 家族: 43,533米ドル - 性別 - 男性: 31,701米ドル - 女性: 22,455米ドル - 人口1人あたり収入: 18,342米ドル - 貧困線以下 - 対人口: 9.4% - 対家族数: 7.2% - 18歳未満: 12.0% - 65歳以上: 11.7% |

過去10年間のキャロライン郡経済は、求めやすい価格の住宅と積極的な企業の採用活動のために、急速に成長した。2005年には、アメリカで人口成長率の高い郡10傑に入った。同年、企業の採用に対してはバージニア・コミュニティ経済開発賞を受賞した。2009年にも同賞を受賞した。
キャロライン郡の近年の経済開発が成功した要因には、州祭の開催、摂食障害のレミューダ計画、バージニア・スポーツ複合施設、電気製品のM.C.ディーン、フォーチュンランキングで14位のマッケソンなどがある。マッケソンが建設した床面積34万平方フィート (31,600 m2) の物流センターは、2010年に造られたバージニア州最大の民間施設となった。

## 町
キャロライン郡には2つの法人化町がある。
- ボーリンググリーン - 郡庁所在地
- ポートロイヤル

### ボーリンググリーン
ボーリンググリーンは元ニューホープ・ビレッジと呼ばれていた。植民地でも最初期の駅馬車道がリッチモンドから郡内を通ってポトマック川まで通じ、そこからはメリーランド州チャールズ郡に渡し舟が運行された。アメリカでも最初期の駅馬車であり、この道路に沿って定期便が運行された。この道路沿いに1700年以前にニューホープ酒場が建てられ、その周辺がニューホープ・ビレッジと呼ばれるようになった。
町の設立者ジョン・ホームズ大佐のプランテーション「ボーリンググリーン」に因んで町名が変更された。ホームズは、1803年に町が郡庁所在地になったときにかなりの広さの土地を寄付した。プランテーションの名前はホームズ家先祖の本拠地だったイングランドボーリンググリーンに因んで名づけられていた。この敷地には北アメリカでも最初期の競馬場が造られた。
1667年にトマス・ホームズ少佐が登記したプランテーションの土地に、ホームズ家の母屋は1741年に建設された。この家は町の目印となり、州内でも初期の状態を保っている最古クラスの住居となっている。ボーリンググリーン農園は現在、バージニア州の登録建造物かつアメリカ合衆国国家歴史登録財に指定されている。
現在のキャロライン郡庁舎は1835年に建設され、ボーリンググリーンは1837年に町として法人化された。この町は「アメリカ競馬の揺籃」として知られている。国内でも2番目に古いフリーメイソンの支部がある。
1834年認可のリッチモンド・フレデリックスバーグ・アンド・ポトマック鉄道が、近くのミルフォードを通って建設され、1837年にはフレデリックスバーグ市に達した。この鉄道はワシントンD.C.で北部の鉄道と、リッチモンド市で南部の鉄道と接続して重要なものとなり、バージニア州が部分所有していた。1990年代にCSXトランスポーテーションがこれを買収した。主に貨物輸送に使われる南北線となったが、アムトラックの列車も走っている。北バージニアの通勤鉄道であるバージニア急行鉄道の最寄り駅はフレデリックスバーグだが、将来はミルフォードまで延伸される計画がある。これができれば、ボーリンググリーンとその周辺の利便性が増すことになる。
ボーリンググリーンは、リッチモンド市とフレデリックスバーグ市を繋ぐ初期ハイウェイ2本の内の1本、州道2号線沿いにある。後年、アメリカ国道301号線が地域を通って建設され、ワシントンD.C.の東をバイパスして、リッチモンドとボルティモア市を繋いだ。州道207号線はボーリンググリーンから西のカーメルチャーチを結んだ。この道は南北幹線道である州間高速道路95号線とアメリカ国道1号線と交差している。
1941年、アメリカ合衆国政府はキャロライン郡ボーリンググリーンの北と東にある広さ77,000エーカー (310 km2) の土地を取得した。これがA・P・ヒル軍事保留地となった。アメリカ陸軍、後に南軍の将軍となったA・P・ヒルに因み、現在はA・P・ヒル砦と呼ばれている。毎年ここで多くの正規兵や予備役兵が訓練を受けている。1981年から2010年の29年間、ボーイスカウトの全国的なジャンボリーが開催された場所でもある。

### ポートロイヤル
ポートロイヤルはこの地域では歴史ある町である。1652年にラッパハノック川の航行可能な場所にある港として設立された。当時バージニア植民地では川が人や物資を運ぶ主要な交通手段だった。換金作物であるタバコを輸出する重要地点だった。
地元の伝承に拠れば、ポートロイヤルという名前はロイ家に因む命名とされている。ドロシー・ロイとその夫ジョンは王室がチャーターした倉庫、ラッパハノック川をキングジョージ郡に渡す渡し船、および酒場を所有していた。21世紀に入ってロイ家の煙突が町の目印として保存されるようになった。
ポートロイヤルは1744年に町として法人化された。現在町役場と消防署が立つ「緑地広場」は、「公共用途のため」に永遠に保存されている。
1830年代に鉄道が完成するようになると、港からの出荷は減り始めた。1932年に最後の旅客船運航が止まり、道路に置き換えられた。現在のポートロイヤルはアメリカ国道17号線と同301号線が交差する要衝にある。

## 著名な出身者
- ジョン・ウィルクス・ブース、俳優、エイブラハム・リンカーン大統領の暗殺者
- ウィリアム・クラークとその奴隷ヨーク、ルイス・クラーク探検隊のメンバー、クラークはキャロライン郡で生まれ、15歳の時に家族や奴隷と共にケンタッキー州ルイビルに移転した
- ジョージ・ロジャース・クラーク（1752年-1818年）、独立戦争の英雄、北西部領土の征服者、1779年2月サックビル砦の戦いで英雄、中西部の父であり設立者。1784年にウィリアム・クラークの家族がケンタッキーに移ったとき、ジョージは既にそこに住んでいた。インディアナ州南部オハイオ川沿いに家を建て、クラークスポイントと呼ばれている
- エドモンド・ペンドルトン（1721年9月9日-1803年10月23日、政治家、弁護士、判事、独立戦争時に活躍した